# Хорхе Карраскаль
Хо́рхе А́ндрес Карраска́ль Гуа́рдо (ісп. Jorge Andrés Carrascal Guardo; 25 травня 1998 року, Картахена, Колумбія) — колумбійський футболіст, півзахисник російського клубу Динамо (Москва) (з 2023), виступав за львівські "Карпати" у 2016-2019 роках. 

## Клубна кар'єра
Карраскаль почав професіональну кар'єру в клубі «Мільйонаріос». 10 листопада 2014 у матчі проти «Депортес Толіма» він дебютував у Кубку Мустанга.
Влітку 2016 року Хорхе перейшов в іспанську «Севілью». Для отримання ігрової практики він був відправлений у другу команду. 2 вересня в матчі проти клубу «УКАМ Мурсія» він дебютував в іспанській Сегунді. Цей матч так і залишився для гравця єдиним за клуб у чемпіонаті.
13 липня 2017 року перейшов у львівські «Карпати» на правах оренди на 1 рік. Став одним із лідерів команди, відзначався високою технікою володіння м'яча й сміливо йшов в обіграші. За підсумками голосування вболівальників визнаний найкращим гравцем березня 2018 року в Прем'єр-лізі України. Пізніше «Карпати» викупили контракт гравця повноцінно. В сезоні 2018/2019 через погану реалізацію моментів був відданий в оренду в аргентинський «Рівер Плейт».
У 2020—2022 роках виступав у складі «Рівер Плейт» під восьмим номером.
З 18 лютого 2022 року — гравець російського клубу ЦСКА (Москва) (до 20 травня 2022 року грав на правах оренди).

## Міжнародна кар'єра
У 2015 році в складі юнацької збірної Колумбії Карраскаль взяв участь в юнацькому чемпіонаті Південної Америки в Парагваї. На турнірі він взяв участь в матчах проти збірних Уругваю, Аргентини, Еквадору, Бразилії та Парагваю. У поєдинку проти аргентинців Хорхе забив гол.

## Титули і досягнення
- Переможець Рекопи Південної Америки (1):

«Рівер Плейт»: 2019
- Володар Кубка Аргентини (1):

«Рівер Плейт»: 2019
- Володар Суперкубка Аргентини (1):

«Рівер Плейт»: 2019
- Чемпіон Аргентини (1):

«Рівер Плейт»: 2021
- Володар Кубка Росії (1):

ЦСКА: 2022-23